# Thespa Gunma
El Thespa Gunma (ザスパ群馬 Zasupa Gunma?) es un equipo de fútbol de Japón, situado en la ciudad de Maebashi en la Prefectura de Gunma. Fue fundado en 1995 y jugará en la J3 League desde 2025.

## Historia
El equipo nace en 1995 como Liaison Kusatsu gracias a una academia de fútbol local, y quiso pasarse al profesionalismo con la intención de atraer el turismo a la zona de Kusatsu y sus aguas termales. Poco tiempo después consigue ascender categorías, hasta hacerse con un hueco en la segunda categoría de la J. League. Su nombre, Thespa Kusatsu, es una referencia al Spa.
Desde las categorías semiprofesionales, Thespa logró repercusión mediática gracias a la llegada de dos exjugadores de Kashima Antlers al cuerpo técnico. En 2005, su año de debut en la J. League, logró reforzar su plantilla con varios reservas y juveniles procedentes de equipos de J1. A pesar de ello, en sus primeras temporadas Kusatsu tuvo resultados discretos.

## Uniforme
- Uniforme titular: camiseta azul con mangas amarillas, pantalón y medias azules.
- Uniforme alternativo: camiseta, pantalón y medias blancas.

## Jugadores

### Jugadores destacados
La siguiente lista recoge algunos de los futbolistas más destacados de la entidad.
| Japón - Hideyuki Ujiie - Hiroyuki Sugimoto - Kazuma Kita (2004-2015) - Kazuki Sakurada (2005-2013) - Kazuki Sorimachi (2005, 2008) - Kota Yanagisawa (2005-2006) - Jun Tanaka (2006-2011) - Daihachi Okamura (2019-) |

## Rivalidades
Derbi del norte de Kanto
El derbi del norte de Kanto considera a todos los enfrentamientos de los clubes situados al norte de dicha región, con excepción del derbi de Ibaraki (Kashima Antlers vs Mito Hollyhock), es decir que en el participan el Kashima Antlers, Mito Hollyhock, Tochigi SC y Thespakusatsu Gunma.